# 謝淑珍
謝淑珍（英語：Tse Suk-chun，1962年—），前香港民主派人士，立場現已轉向建制派，現任香港觀塘區議會俊翔選區議員。

## 政治生涯
自2003年起，謝淑珍就在多個油塘選區參選區議會選舉，當中2003年在油塘四山東選區，和2007年在油塘東選區落敗，直至2011年起才獲勝。
2019年11月24日，謝淑珍第5度參與區議會選舉，在俊翔選區以4,480票，以逾千票差距，大勝得2,721票的工聯會黃啟燊，成功連任。
2021年9月7日，觀塘區議會召開會議補選正副主席，建制派議員呂東孩在當選副主席後，隨即提出解散民主派佔議會多數時設立的保安及政制事務委員會，並重新改組委員會。動議在主席柯創盛未參與表決的情況下獲得13票通過，除獨立民主派議員蘇冠聰一度提出質疑並離席外，其餘包括潘任惠珍和謝淑珍在內的兩名獨立議員都投票讚成建制派的動議。